# Distretto di Şarköy
Il distretto di Şarköy è uno dei distretti della provincia di Tekirdağ, in Turchia.
| Controllo di autorità | VIAF (EN) 136443274 · LCCN (EN) no2009172835 · J9U (EN, HE) 987007355545505171 |